# Nội các Liban tháng 1 năm 2019

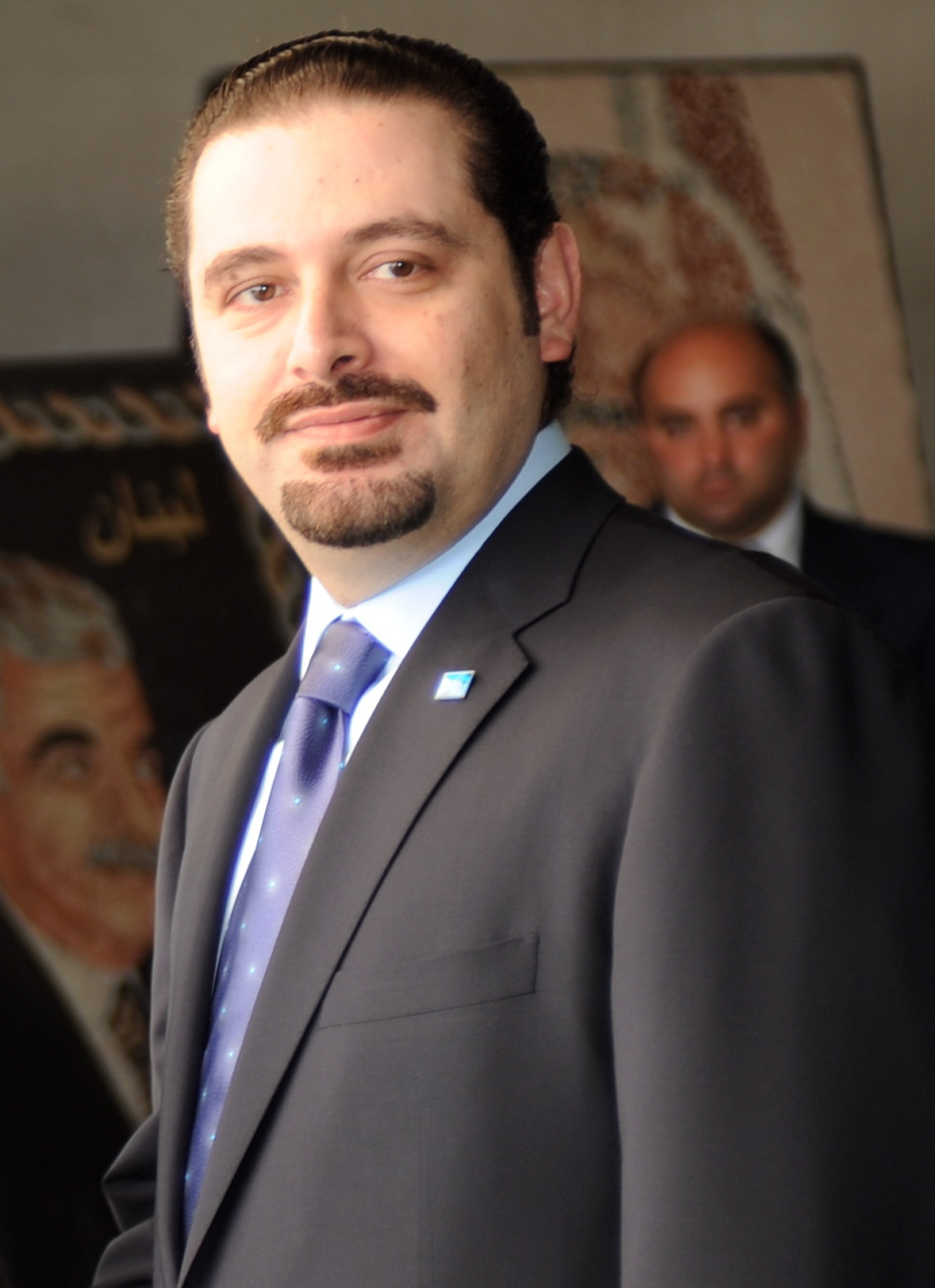
Thủ tướng Liban Saad Hariri

Vào ngày 31 tháng 1 năm 2019, một nội các mới của Liban đã được thành lập, đứng đầu là thủ tướng Saad Hariri. Nội các mới cần đến chín tháng mới được thành lập, sau những cuộc đàm phán kéo dài với các phe chính trị khác nhau, có ba mươi bộ trưởng.
Nội các này có số nữ bộ trưởng nhiều nhất trong lịch sử, với bốn người.

## Thành phần
| Nội các Liban vào tháng 1 năm 2019             | Nội các Liban vào tháng 1 năm 2019 | Nội các Liban vào tháng 1 năm 2019 | Nội các Liban vào tháng 1 năm 2019 | Nội các Liban vào tháng 1 năm 2019 |
| Vị trí                                         | Bộ trưởng                          | Hình                               | Đảng chính trị                     | Tôn giáo                           |
| ---------------------------------------------- | ---------------------------------- | ---------------------------------- | ---------------------------------- | ---------------------------------- |
| Chia sẻ của tổng thống (5/30)                  |                                    |                                    |                                    |                                    |
| Bộ Quốc phòng                                  | Elias Bou Saab                     |                                    | Phong trào Yêu nước Tự do          | Chính thống giáo Hy Lạp            |
| Bộ Tư pháp                                     | Albert Serhan                      |                                    | Phong trào Yêu nước Tự do          | Chính thống giáo Hy Lạp            |
| Cơ quan Đối ngoại Tổng thống                   | Salim Jreissati                    |                                    | Phong trào Yêu nước Tự do          | Công giáo Hy Lạp                   |
| Cơ quan Các vấn đề về người tỵ nạn             | Saleh Gharib                       |                                    | độc lập                            | Druze                              |
| Cơ quan Đối ngoại thương mại                   | Hassan Mrad                        |                                    | Liên minh 8 tháng 3                | Hồi giáo Sunni                     |
| Khối Sức mạnh Liban (6/30)                     |                                    |                                    |                                    |                                    |
| Bộ Ngoại giao và Di cư                         | Gebran Bassil                      |                                    | Phong trào Yêu nước Tự do          | Công giáo Maronite                 |
| Bộ Kinh tế và Thương mại                       | Mansour Bteich                     |                                    | Phong trào Yêu nước Tự do          | Công giáo Maronite                 |
| Bộ Năng lượng và Nước                          | Nada Boustani                      |                                    | Phong trào Yêu nước Tự do          | Công giáo Maronite                 |
| Bộ Nội vụ                                      | Ghassan Atallah                    |                                    | Phong trào Yêu nước Tự do          | Công giáo Hy Lạp                   |
| Bộ Môi trường                                  | Fadi Jreissati                     |                                    | Phong trào Yêu nước Tự do          | Công giáo Hy Lạp                   |
| Bộ Du lịch                                     | Avedis Guidanian                   |                                    | Tashnag                            | Chính thống giáo Armenia           |
| Khối Sức mạnh Cộng hoà (4/30)                  |                                    |                                    |                                    |                                    |
| Phó thủ tướng                                  | Ghassan Hasbani                    |                                    | Lực lượng Liban                    | Chính thống giáo Hy Lạp            |
| Bộ Các vấn đề xã hội                           | Richard Kouyoumdjian               |                                    | Lực lượng Liban                    | Chính thống giáo Hy Lạp            |
| Bộ Lao động                                    | Camille Abou Sleiman               |                                    | Lực lượng Liban                    | Công giáo Maronite                 |
| Cơ quan phát triển hành chính nhà nước         | May Chidiac                        |                                    | Lực lượng Liban                    | Công giáo Maronite                 |
| Tập hợp Dân chủ (2/30)                         |                                    |                                    |                                    |                                    |
| Bộ Giáo dục và Đào tạo đại học                 | Akram Chehayeb                     |                                    | Đảng Xã hội Tiến bộ                | Druze                              |
| Bộ Công nghiệp                                 | Wael Abou Faour                    |                                    | Đảng Xã hội Tiến bộ                | Druze                              |
| Liban Hàng đầu và chia sẻ của thủ tướng (6/30) |                                    |                                    |                                    |                                    |
| Thủ tướng                                      | Saad Hariri                        |                                    | Phong trào Tương lai               | Hồi giáo Sunni                     |
| Bộ Viễn thông                                  | Muhammad Choucair                  |                                    | Phong trào Tương lai               | Hồi giáo Sunni                     |
| Bộ Nội địa và Đô thị                           | Raya Haffar Hassan                 |                                    | Phong trào Tương lai               | Hồi giáo Sunni                     |
| Bộ Thông tin                                   | Jamal Jarrah                       |                                    | Phong trào Tương lai               | Hồi giáo Sunni                     |
| Cơ quan Công nghệ và Đầu tư                    | Adel Afiouni                       |                                    | Phong trào Azm                     | Hồi giáo Sunni                     |
| Cơ quan Các vấn đề phụ nữ                      | Violette Khairallah Safadi         |                                    | Phong trào Tương lai               | Chính thống giáo Hy Lạp            |
| Liên minh Quốc gia (1/30)                      |                                    |                                    |                                    |                                    |
| Bô Công chính và Giao thông                    | Youssef Finianos                   |                                    | Phong trào Marada                  | Công giáo Maronite                 |
| Khối Phát triển và Giải phóng (3/30)           |                                    |                                    |                                    |                                    |
| Bộ Tài chính                                   | Ali Hassan Khalil                  |                                    | Phong trào Amal                    | Hồi giáo Shi'a                     |
| Bộ Văn hoá                                     | Muhammad Daoud                     |                                    | Phong trào Amal                    | Hồi giáo Shi'a                     |
| Bộ Nông nghiệp                                 | Hassan Lakkis                      |                                    | Phong trào Amal                    | Hồi giáo Shi'a                     |
| Khối Trung thành với kháng chiến (3/30)        |                                    |                                    |                                    |                                    |
| Bộ Sức khỏe cộng đồng                          | Jamil Jabak                        |                                    | Độc lập                            | Hồi giáo Shi'a                     |
| Bộ Thanh niên và Thể thao                      | Muhammad Fneish                    |                                    | Hezbollah                          | Hồi giáo Shi'a                     |
| Cơ quan Các vấn đề lập pháp                    | Mahmoud Kmati                      |                                    | Hezbollah                          | Hồi giáo Shi'a                     |